# HD 160471
HD 160471，又名BD-02 4425，SAO 141798、HR 6578，是一颗恒星，视星等为6.19，位于銀經22.64，銀緯14.77，其B1900.0坐标为赤經17h 34m 59.6s，赤緯-2° 14.77′ 52″。